# Baldthali
Baldthali (nep. बल्थली) – gaun wikas samiti w środkowej części Nepalu w strefie Bagmati w dystrykcie Kavrepalanchok. Według nepalskiego spisu powszechnego z 2001 roku liczył on 624 gospodarstw domowych i 3137 mieszkańców (1602 kobiet i 1535 mężczyzn).